# Scabrotrophon hawaiiensis
Scabrotrophon hawaiiensis is een slakkensoort uit de familie van de Muricidae. De wetenschappelijke naam van de soort is voor het eerst geldig gepubliceerd in 2010 door Houart & Moffitt.